# Félix Tisserand
François Félix Tisserand (Nuits-Saint-Georges, 13 de janeiro de 1845 — Paris, 20 de outubro de 1896) foi um astrônomo francês.

## Obras
- Traité de mécanique Céleste. (4 Volumes)